# 1341
| 1341               |
| ------------------ |
| Dødsfald - Fødsler |
|                    |

| Gregoriansk kalender | 1341 MCCCXLI            |
| Ab urbe condita      | 2094                    |
| Armensk kalender     | 790 ԹՎ ՉՂ               |
| Kinesiske kalender   | 4037 – 4038 庚辰 – 辛巳 |
| Etiopisk kalender    | 1333 – 1334             |
| Jødisk kalender      | 5101 – 5102             |
| Hindukalendere       |                         |
| - Vikram Samvat      | 1396 – 1397             |
| - Shaka Samvat       | 1263 – 1264             |
| - Kali Yuga          | 4442 – 4443             |
| Iransk kalender      | 719 – 720               |
| Islamisk kalender    | 741 – 743               |

Konge i Danmark: Valdemar 4. Atterdag konge af Danmark 1340-1375

## Begivenheder
- Valdemar 4. Atterdag udsteder amnesti til faderens, den fordrevne Christoffer 2.s, fjender.
- Juli-september: Belejringen af Kalundborg